# Never Say Goodbye (Bon Jovi)
"'Never Say Goodbye"' is Bon Jovi's vierde single van het album Slippery When Wet.
Het nummer is geschreven door Jon Bon Jovi en Richie Sambora en is uitgegeven in 1987. Het nummer behaalde een 28ste plaats in de hitlijsten van de Verenigde Staten en een 21ste plaats in de hitlijsten van het Verenigd Koninkrijk.